# Bolivariola conjuncta
Bolivariola conjuncta is een rechtvleugelig insect uit de familie sabelsprinkhanen (Tettigoniidae). De wetenschappelijke naam van deze soort is voor het eerst geldig gepubliceerd in 1933 door Hebard.